# Ronald Norrish
Ronald George Wreyford Norrish (Cambridge, 9 novembre 1897 – Cambridge, 7 giugno 1978) è stato un chimico inglese.

## Biografia
Dopo aver frequentato la Perse Grammar School, nel 1915 frequentò la Facoltà di Scienze Naturali all'Emmanuel College di Cambridge. Dovette momentaneamente interrompere gli studi per combattere al fronte durante la prima guerra mondiale, in cui fu fatto anche prigioniero. Rimpatriato nel 1919, continuò gli studi e dopo la laurea, conseguita nel 1925, iniziò ad interessarsi alla fotochimica. Fu prima conferenziere di chimica-fisica al Dipartimento di Chimica dell'Università di Cambridge e successivamente, nell'anno 1937, fu nominato professore. Mantenne la cattedra fino al 1965.
I suoi studi riguardarono la fotochimica e la cinetica chimica, a cui applicò con grande proficuo metodi spettroscopici.
Nel 1958 gli fu assegnata la Medaglia Davy. Vinse, insieme con George Porter e Manfred Eigen, il Premio Nobel per la chimica nel 1967 grazie allo studio di alcune reazioni chimiche fotolitiche estremamente veloci, condotte tramite azione catalitica di un fascio laser. Uno degli importanti risultati ottenuti fu lo sviluppo delle reazioni di Norrish.